# 1868
1868（千八百六十八、一八六八、せんはっぴゃくろくじゅうはち）は自然数、また整数において、1867の次で1869の前の数である。

## 性質
- 1868は合成数であり、不足数である。また、約数は1, 2, 4, 467, 934, 1868である。   
  - 約数の和は3276。
- 1868 = 22 + 102 + 422 = 62 + 262 + 342 = 102 + 182 + 382 = 222 + 222 + 302
  - 3つの平方数の和4通りで表せる234番目の数である。1つ前は1860、次は1870。(オンライン整数列大辞典の数列 A025324)
  - 1868 = 22 + 102 + 422 = 62 + 262 + 342 = 102 + 182 + 382
    - 異なる3つの平方数の和3通りで表せる185番目の数である。1つ前は1842、次は1915。(オンライン整数列大辞典の数列 A025341)
- 約数の和が1868になる数は1個ある。(1867) 約数の和1個で表せる289番目の数である。1つ前は1856、次は1874。
- 各位の和が23になる27番目の数である。1つ前は1859、次は1877。

## その他 1868 に関連すること
- 戊辰戦争の起こった年が1868年である。
- 明治時代最初の西暦。